# Fiz de Rozas
Fiz de Rozas (llamada oficialmente San Lourenzo de Fiz de Rozas) es una parroquia española del municipio de Puertomarín, en la provincia de Lugo, Galicia.

## Organización territorial
La parroquia está formada por ocho entidades de población, constando seis de ellas en el nomenclátor del Instituto Nacional de Estadística español:
- Cabanas
- Casas Novas (As Casas Novas)
- Lagorza
- O Campo
- O Pacio
- Outeiro
- Quintá
- San Clodio

## Demografía
| Gráfica de evolución demográfica de Fiz de Rozas entre 2000 y 2020 |
|                                                                    |
| Datos según el nomenclátor publicado por el INE.                   |